# Save the Tiger
Save the Tiger (dt. Alternativtitel Rettet den Tiger) ist ein US-amerikanischer Spielfilm aus dem Jahre 1973.

## Handlung
Harry Stoner ist Manager einer Textilfabrik in Los Angeles. Die Zeiten sind hart. Die letzten Kollektionen der Firma waren nicht erfolgreich. Das Unternehmen ist altmodisch und auch die neue Kollektion wird es am Markt schwer haben. Harry weiß das, kämpft aber dennoch hart für das Überleben des Unternehmens. Seine Frau beschwert sich, dass er im Schlaf schreie. Harry flüchtet immer wieder in den Alkohol, flüchtet in Tagträume aus seiner Jugend und muss dennoch erkennen, dass der Konzern, den er beliefert, sicher überleben, doch er mit seinem Unternehmen untergehen wird. Er braucht dringend 300.000 Dollar.
Die rettende Idee für das finanzielle Überleben der Firma scheint Versicherungsbetrug zu sein: Harry engagiert einen erfahrenen Brandstifter, um mit der Versicherungssumme das Unternehmen zu retten; dieser stimmt widerwillig zu. Kunden hält er derweil nur noch durch Gefälligkeiten; so schickt er Prostituierte auf die Hotelzimmer seiner Kunden. Als einer seiner Kunden in einer solchen Situation einen Herzinfarkt erleidet, ist der Skandal nur ein weiterer Stein im Mosaik seines Untergangs.
Bei der Präsentation der neuen Kollektion erleidet Harry einen Nervenzusammenbruch. Er leidet dabei an seinen Kriegserinnerungen, die aber auch nur ein Sinnbild seines jetzigen Daseins sind. Die Kollektion ist wider Erwarten ein Erfolg, doch Harry flüchtet von der Veranstaltung und nimmt eine junge Anhalterin mit zu sich nach Hause und verbringt die Nacht mit ihr. Die junge Frau ist in ihrem Denken jedoch letztlich auch weit entfernt von ihm und zeigt ihm dadurch, in welcher Isolation er sich befindet.
Am Ende des Films sieht Harry Kindern bei einem Baseballspiel zu. Er will in das Spiel eingreifen und stellt sich als Pitcher auf. Die Kinder sind verwirrt. Ein Junge ruft ihm zu: „Sie können nicht mit uns spielen, Mister!“ Auch hier bleibt er allein zurück.

## Kritiken
„Bitterböse Satire auf die amerikanische Lebensart, die durch die hervorragende Leistung von Jack Lemmon den Rang des Besonderen erhält.“

## Auszeichnungen
Der Film erhielt 1974 drei Nominierungen für einen Golden Globe Award in den Kategorien Bester Film (Drama), Bester Hauptdarsteller (Drama) und Bester Nebendarsteller für Jack Gilford. Bei der Oscarverleihung 1974 war er ebenfalls dreimal nominiert. Hier in den Kategorien Bester Hauptdarsteller, Bester Nebendarsteller und Bestes Originaldrehbuch. Jack Lemmon erhielt den Oscar als Bester Hauptdarsteller.